# GNAT2
GNAT2, Guanin nukleotid-vezujući protein G(t), alfa-2 podjedinica, je protein koji je kod ljudi kodiran GNAT2 genom.
Transducin je tri komponentni guanin nukleotid vezujući protein (G protein), koji stimuliše spregu rodopsina i cGMP-fosfodiesteraze tokom vizuelnih impulsa. Transducin alfa podjedinice u štapićima i kupama oka su kodirane zasebnim genima. Ti geni kodiraju alfa podjedinice štapića. Alternativno splajsovanje tih gena rezultuje u dve transkriptne varijante.

## Literatura
1. ↑  Morris TA, Fong SL (1993). „Characterization of the gene encoding human cone transducin alpha-subunit (GNAT2)”. Genomics. 17 (2): 442—8. PMID 8406495. doi:10.1006/geno.1993.1345.
2. 1 2  „Entrez Gene: GNAT2 guanine nucleotide binding protein (G protein), alpha transducing activity polypeptide 2”.

## Dodatna literatura
- Wilkie TM; Gilbert DJ; Olsen AS;  . (1993). „Evolution of the mammalian G protein alpha subunit multigene family.”. Nat. Genet. 1 (2): 85—91. PMID 1302014. doi:10.1038/ng0592-85.
- Arshavsky VYu; Gray-Keller MP; Bownds MD (1991). „cGMP suppresses GTPase activity of a portion of transducin equimolar to phosphodiesterase in frog rod outer segments. Light-induced cGMP decreases as a putative feedback mechanism of the photoresponse.”. J. Biol. Chem. 266 (28): 18530—7. PMID 1655754.
- Mazzoni MR, Malinski JA, Hamm HE (1991). „Structural analysis of rod GTP-binding protein, Gt. Limited proteolytic digestion pattern of Gt with four proteases defines monoclonal antibody epitope.”. J. Biol. Chem. 266 (21): 14072—81. PMID 1713215.
- Fawzi AB; Fay DS; Murphy EA;  . (1991). „Rhodopsin and the retinal G-protein distinguish among G-protein beta gamma subunit forms.”. J. Biol. Chem. 266 (19): 12194—200. PMID 1905716.
- Kubo M, Hirano T, Kakinuma M (1991). „Molecular cloning and sequence analysis of cDNA and genomic DNA for the human cone transducin alpha subunit.”. FEBS Lett. 291 (2): 245—8. PMID 1936270. doi:10.1016/0014-5793(91)81294-I.
- Lerea CL, Bunt-Milam AH, Hurley JB (1990). „Alpha transducin is present in blue-, green-, and red-sensitive cone photoreceptors in the human retina.”. Neuron. 3 (3): 367—76. PMID 2534964. doi:10.1016/0896-6273(89)90261-4.
- Blatt C; Eversole-Cire P; Cohn VH;  . (1988). „Chromosomal localization of genes encoding guanine nucleotide-binding protein subunits in mouse and human.”. Proc. Natl. Acad. Sci. U.S.A. 85 (20): 7642—6. PMC 282248 . PMID 2902634. doi:10.1073/pnas.85.20.7642.
- Buss JE; Mumby SM; Casey PJ;  . (1987). „Myristoylated alpha subunits of guanine nucleotide-binding regulatory proteins.”. Proc. Natl. Acad. Sci. U.S.A. 84 (21): 7493—7. PMC 299322 . PMID 3118369. doi:10.1073/pnas.84.21.7493.
- Hirano T (1994). „[Analysis of cell specific transcription of the human cone transducin alpha subunit gene]”. Hokkaido Igaku Zasshi. 68 (6): 885—93. PMID 8112713.
- Morris TA; Fong WB; Ward MJ;  . (1997). „Localization of upstream silencer elements involved in the expression of cone transducin alpha-subunit (GNAT2).”. Invest. Ophthalmol. Vis. Sci. 38 (1): 196—206. PMID 9008644.
- Kohl S; Baumann B; Rosenberg T;  . (2002). „Mutations in the cone photoreceptor G-protein alpha-subunit gene GNAT2 in patients with achromatopsia.”. Am. J. Hum. Genet. 71 (2): 422—5. PMC 379175 . PMID 12077706. doi:10.1086/341835.
- Aligianis IA; Forshew T; Johnson S;  . (2002). „Mapping of a novel locus for achromatopsia (ACHM4) to 1p and identification of a germline mutation in the alpha subunit of cone transducin (GNAT2).”. J. Med. Genet. 39 (9): 656—60. PMC 1735242 . PMID 12205108. doi:10.1136/jmg.39.9.656.
- Strausberg RL; Feingold EA; Grouse LH;  . (2003). „Generation and initial analysis of more than 15,000 full-length human and mouse cDNA sequences.”. Proc. Natl. Acad. Sci. U.S.A. 99 (26): 16899—903. PMC 139241 . PMID 12477932. doi:10.1073/pnas.242603899.
- Piña AL, Baumert U, Loyer M, Koenekoop RK (2004). „A three base pair deletion encoding the amino acid (lysine-270) in the alpha-cone transducin gene.”. Mol. Vis. 10: 265—71. PMID 15094710.
- Gerhard DS; Wagner L; Feingold EA;  . (2004). „The status, quality, and expansion of the NIH full-length cDNA project: the Mammalian Gene Collection (MGC).”. Genome Res. 14 (10B): 2121—7. PMC 528928 . PMID 15489334. doi:10.1101/gr.2596504.
- Rosenberg T; Baumann B; Kohl S;  . (2005). „Variant phenotypes of incomplete achromatopsia in two cousins with GNAT2 gene mutations.”. Invest. Ophthalmol. Vis. Sci. 45 (12): 4256—62. PMID 15557429. doi:10.1167/iovs.04-0317.